# Euthymides
Euthymides (altgriechisch Εὐθυμίδε̄ς) war ein griechischer Töpfer und Vasenmaler des rotfigurigen Stils, der etwa von 510 bis 490 v. Chr. in Athen tätig war.

## Historischer Kontext und künstlerischer Hintergrund
Euthymides lebte im spätarchaischen Athen, in der Epoche der Spätarchaik. Diese war geprägt durch den fortschreitenden Ausbau der autonomen Stadtstaaten (Poleis) und den langsamen Wandel von der Tyrannis zur Demokratie. Ebenso fand ein Übergang von der schwarzfigurigen zur rotfigurigen Malerei statt, der von den sogenannten rotfigurigen Pionieren vorangetragen wurde. Zur Gruppe werden neben Euthymides unter anderem auch Phintias sowie Euphronios und Smikros gerechnet. Die Werke, die von dieser Pioniergruppe signiert und ihr zugeschrieben werden, zeigen das Streben nach neuen räumlichen Darstellungsmöglichkeiten von häufig stark bewegten Figuren. Die sogenannten Pioniere unterstützten sich und forderten sich durch Beischriften auf den Vasen gegenseitig heraus.

## Leben

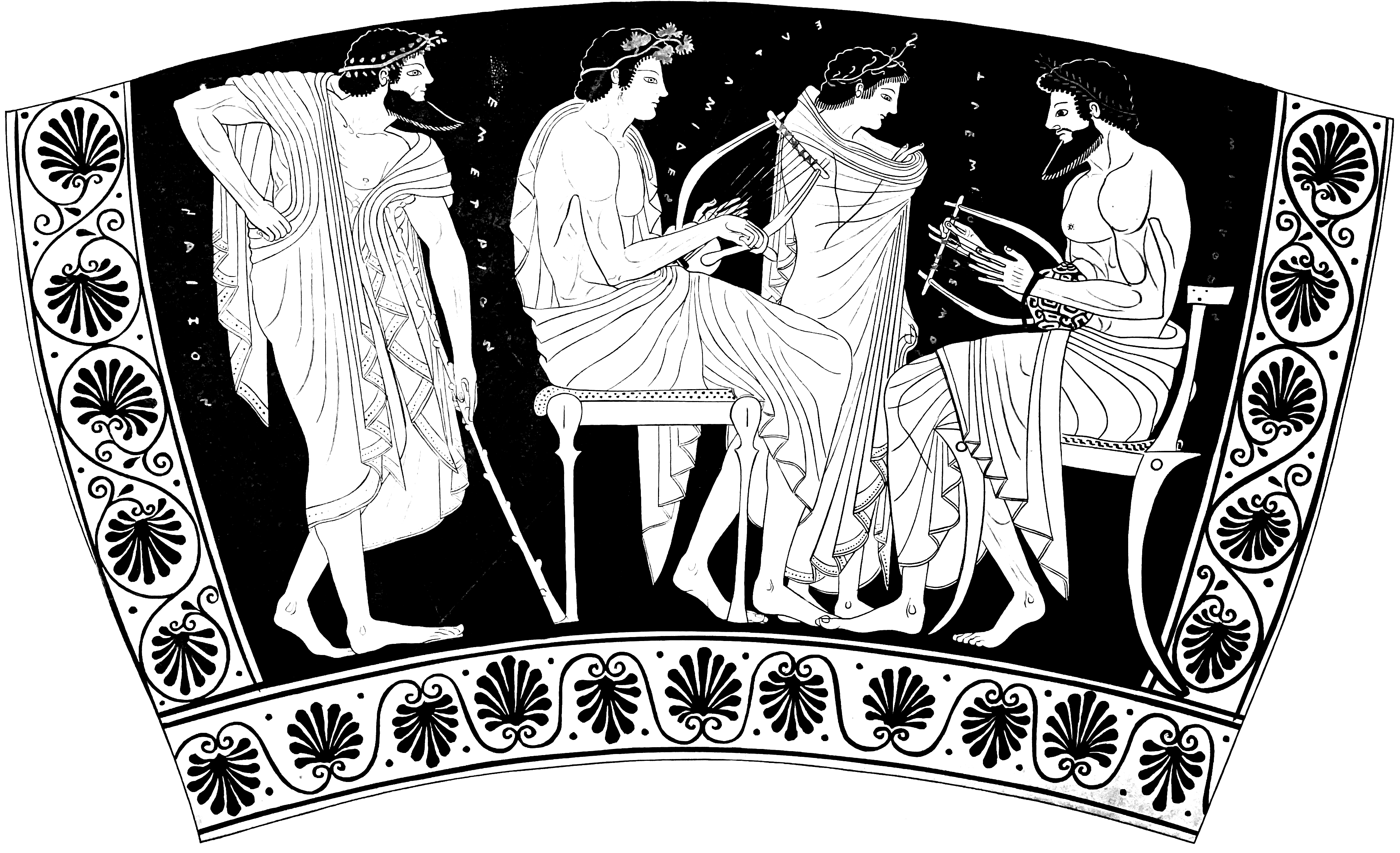
Umzeichnung des Bildfeldes einer Hydria des Vasenmalers Phintias. Als zweiter von links ist Euthymides sitzend beim Musizieren dargestellt.

Euthymides bezeichnet sich in Signaturen als Sohn des Pollias. Es wird angenommen, dass es sich bei Pollias um den Bronzeplastiker handelt, der ca. 520–500 v. Chr. Weihgeschenke auf der Athener Akropolis signierte. Dafür spricht auch die Weihung einer Tafel mit dem Bild der Athena durch Pollias, die vermutlich von Euthymides gemalt wurde. Aufgrund des Gleichklangs der Namen wurde vorgeschlagen, dass es sich bei Euphronios und Euthymides um ein Brüderpaar handeln könnte. Euthymides fordert den Euphronios in der berühmten Inschrift „wie nie Euphronios“ auf einer Amphora in München neckend heraus.
Euthymides scheint mit Phintias, Hypsis und dem Dikaios-Maler zusammen in einer Werkstatt, gearbeitet zu haben, da die Formen der Vasen, die diese bemalen, sich so sehr ähneln, dass sie demselben Töpfer (der Eukleo-Gruppe bzw. Sosias) zugewiesen werden. Phintias nennt den Euthymides auf einer Hydria in München zweimal und stellt ihn als schönen leierspielenden Jüngling dar. Völlig unklar bleibt dabei, ob die Darstellung realistisch gemeint ist und eine gehobene soziale Stellung impliziert. Aufgrund der großen stilistischen Nähe und der Töpferarbeit wird angenommen, dass der Kleophrades-Maler Schüler des Euthymides war. Einmal signiert Euthymides schließlich selbst als Töpfer.

## Werke

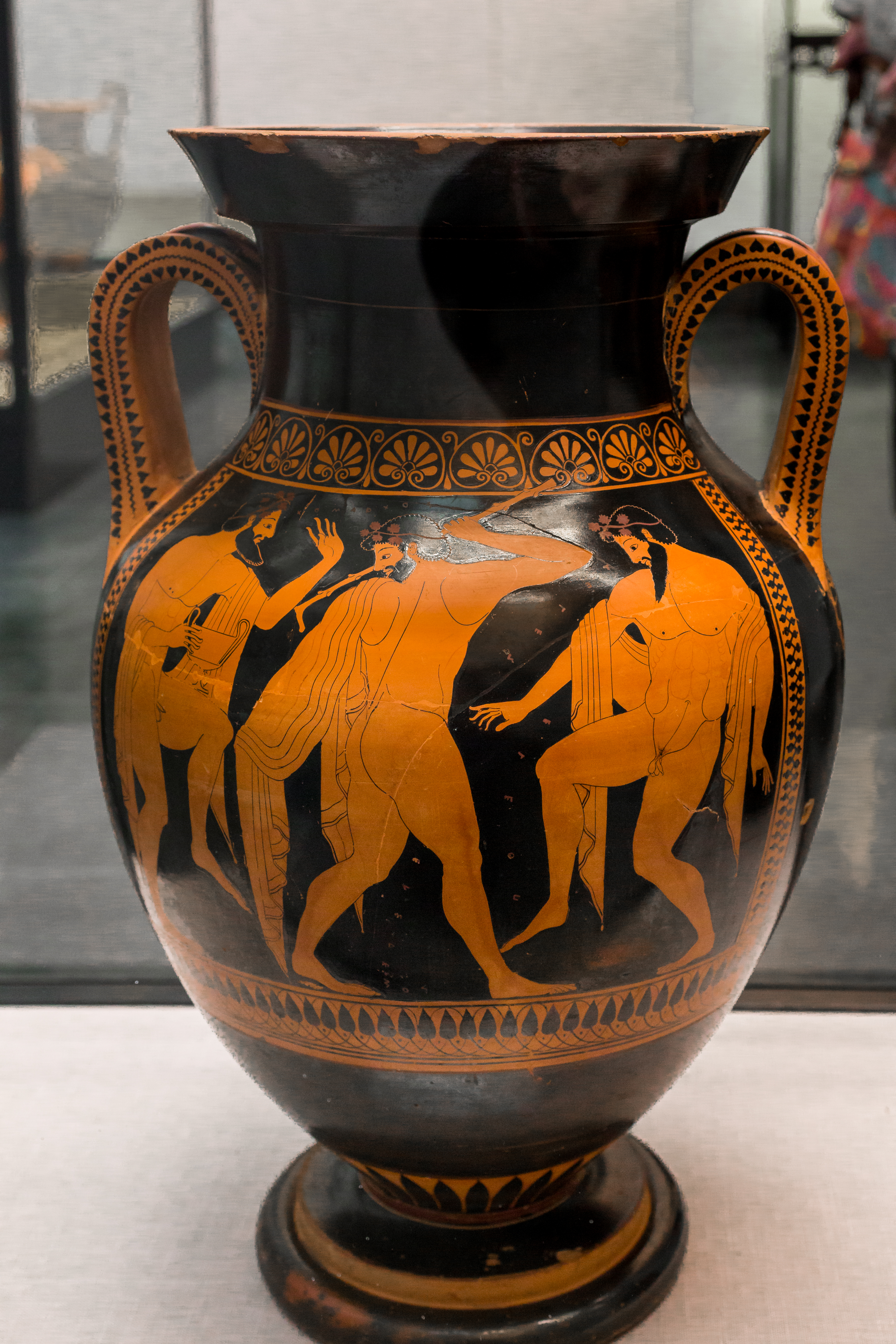
Bauchamphora des Euthymides. München, Antikensammlungen, Inv. 2307.

Dem Euthymides werden etwa 20 ganz erhaltene Vasen und weitere Fragmente zugewiesen. Darunter sind fünf große Bauchamphoren, auf deren großformatigen Bildfeldern Szenen aus Mythos und Lebenswelt einander auf beiden Seiten gegenübergestellt sind. Er bemalte ferner fünf Hydrien (Sonderform Kalpis) mit Schulterbildern, vier Schalen, vier Strickhenkelamphoren mit großen ungerahmten Einzelfiguren, zwei Teller mit Schachbrettmuster auf dem Rand, zwei Votivtafeln und je einen Volutenkrater, einen Psykter und eine Pelike. In seinen Bildern verwendet er meist dreifigurige Kompositionen.
Im Gegensatz zu seinen Zeitgenossen scheint Euthymides kein Interesse an der Darstellung von unbekleideten Frauen zu haben. Stattdessen bevorzugt er neben mythologischen Szenen besonders Darstellungen des Symposions (Trinkgelage) und der Welt des Dionysos, die zur Funktion der Gefäße passen. Häufig zeichnet er auch Bilder von Athleten, darunter den berühmten und namentlich genannten Phayllos aus Kroton. Wie andere Vasenmaler seiner Zeit lobt er auf seinen Vasen die Jünglinge Megakles, Leagros und Glaukytes als schön.

## Fundorte
Die meisten der erhaltenen Vasen des Euthymides wurden in Italien und auf Sizilien gefunden. Aus Vulci in der heutigen Toskana stammen nicht weniger als vier Amphoren und eine Hydria. Weitere Fundorte sind Orvieto, ferner Paestum und Nola in Kampanien, Kasmenai und Morgantina auf Sizilien. Weitere Stücke kamen aber auch in Athen, der Wirkungsstätte des Euthymides, und in anderen griechischen Städten wie Eretria oder Samos zu Tage.

## Stil

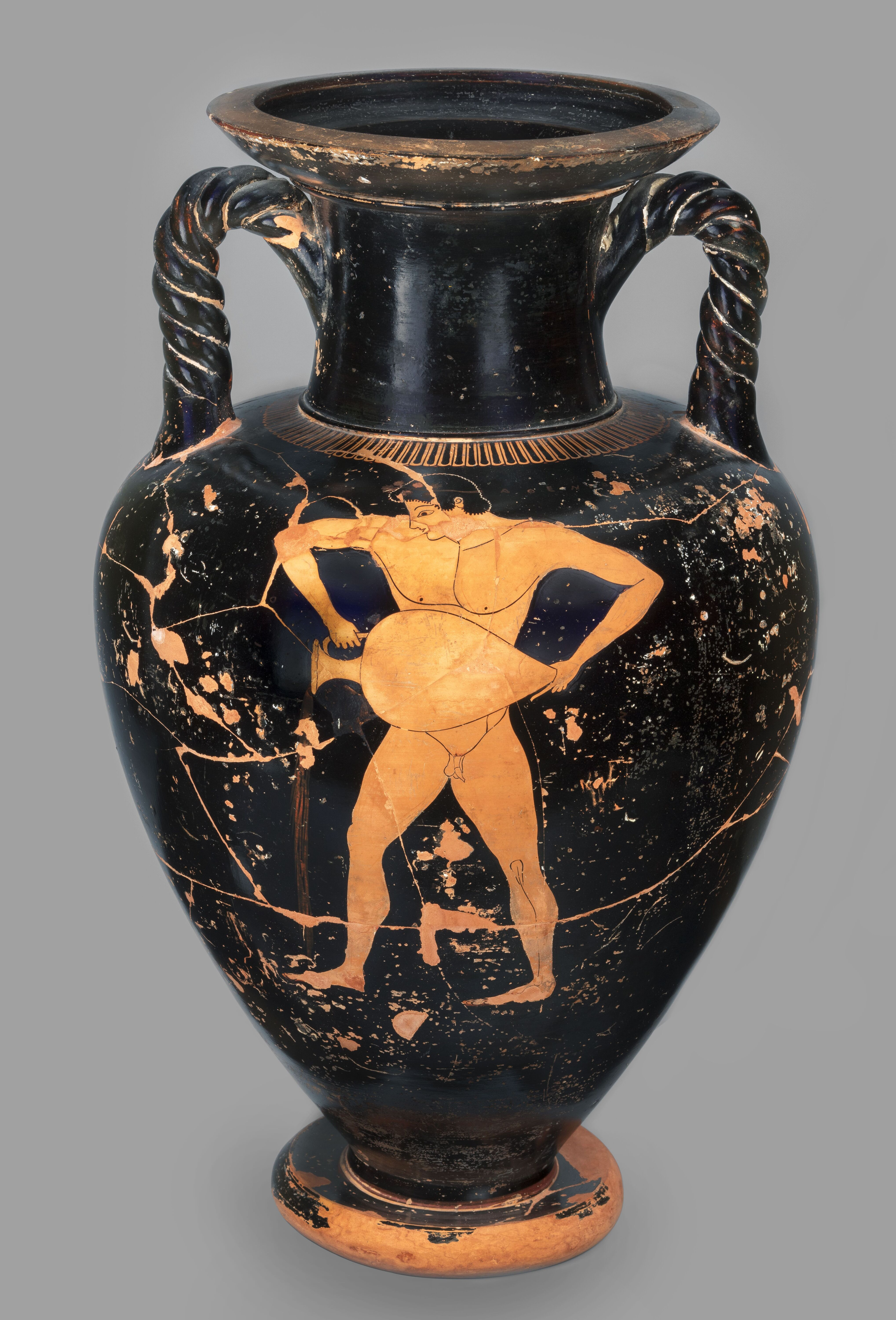
Strickhenkelamphora des Euthymides. Warschau, Nationalmuseum, Inv. 142332

Euthymides zeichnet – wie auch seine Zeitgenossen – Figuren in einer bis dahin unbekannten anatomischen Ausführlichkeit. Sein Stil wird zudem als sehr lebhaft und realitätsnah beschrieben. Besonders Männer werden von ihm häufig in ungewöhnlichen Körperansichten und mit detailliert wiedergegebener Muskulatur dargestellt, so zum Beispiel auf einer Amphora in München. Gewänder gestaltet er stoffreich und stellt ihren Faltenwurf durch eng gesetzte Linien dar. Für solche Binnenzeichnungen verwendet Euthymides einen stark verdünnten Tonschlicker, so dass die Linien in blassem Rot auf der Vase erscheinen. Bei Vorzeichnungen führt er den Skizzierstift in kurzen Strichen, rasch und mit unterschiedlicher Druckintensität.

## Würdigung
Als schreibfreudiger und innovativer Maler mit einem gut wiedererkennbarem Stil ist Euthymides nicht nur ein wichtiger Angelpunkt für die Entwicklung der attischen Vasenmalerei, sondern auch ein aufschlussreicher Gewährsmann für die neuen Verhältnisse und die Stimmung in Athen nach dem Ende der Tyrannis.